# Квинт Помпоний Матерн
Квинт Помпоний Матерн (на латински: Quintus Pomponius Maternus) e политик и сенатор на Римската империя през 2 век.
През 99 г. Помпоний е управител на провинция Долна Мизия. През 128 г. той е суфектконсул заедно с Марк Юний Метий Руф.